# 颱風天兔 (2013年)
颱風天兔（英語：Typhoon Usagi，國際編號：1319，聯合颱風警報中心：WP172013，菲律賓大氣地球物理和天文管理局：Odette）為2013年太平洋颱風季中第17個被命名的風暴。「天兔」（うさぎ座）一名是由日本所提供，即天兔座。
天兔是當年西北太平洋風季中頗為引人注目的熱帶氣旋，其強度相當猛烈，除韓國氣象廳外，其餘官方氣象部門均評定其最大持續風速達每小時200公里或以上。天兔的爆發性增強成為其最大特徵，引起國際關注，被形容為「怪獸風暴」、「暴力兔」、「魔兔」等；同時其路徑亦對華南沿岸構成重大威脅，使閩粵地區，特別是汕頭、汕尾及珠江三角洲一帶嚴陣以待。

## 發展過程

### 形成初期快速發展
2013年9月15日，一個低壓區在菲律賓東北部海面上形成，美國海軍研究實驗室在同日中午給予熱帶擾動編號99W。由於垂直風切變微弱、低層輻合及高空輻散良好、洋面表溫高，各項有利條件促使該系統於翌日不斷增強，其低層環流中心逐漸變得容易辨認。9月16日早上6時半，聯合颱風警報中心對其在24小時內形成為熱帶氣旋的機會評為「低」，接著在之後一次的報告中，已將此評級提升為「中」；該中心更於當日下午12時半將該系統之熱帶氣旋形成機會評級為「高」，並同時發出熱帶氣旋形成警報，由首次評級至發出形成警報相隔僅6小時。上午9時半，日本氣象廳把天兔升格為熱帶低氣壓，並隨即對其發出烈風警報。香港天文台在當日下午4時15分表示「菲律賓以東海域的氣壓頗低，一個熱帶氣旋似乎在形成中」。
日本氣象廳在9月17日凌晨3時把該系統升格為熱帶風暴，並命名為天兔，給予國際編號1319。香港天文台在凌晨3時45分表示「位於菲律賓以東海域的低壓區已增強為熱帶低氣壓，並命名為天兔」；而聯合颱風警報中心亦在凌晨5時把天兔升格為熱帶低氣壓，並給予編號17W。香港天文台在下午4時正把天兔升格為熱帶風暴，聯合颱風警報中心亦於下午5時升格。此時天兔外圍雲系主要集中在中心東南方，系統東面有一道與反氣旋相關的「熱帶對流層上部槽」，加強天兔東南象限的流出；而東北方則有一冷渦為天兔帶來低層輻合和高空輻散，令其強度得以加速上升。天兔初時向西移動，後受到鞍形氣壓場影響，移動變得緩慢及不規則。

### 滯留西太爆發增強
天兔於9月18日把東南方的雲帶捲入中心附近，使其中心得以整合和鞏固，形成中心密集雲團。同時由於天兔在炎熱的西北太平洋上空停滯不前，加上風切變、輻合、輻散、洋面表溫等各項有利因素繼續維持，天兔能於良好環境中有效吸收海洋提供的龐大能量，強度迅速而顯著增強。早上8時45分，日本氣象廳把天兔升格為強烈熱帶風暴。香港天文台緊隨其後，在上午9時45分亦把天兔升級為強烈熱帶風暴。天兔曾於晚上短暫出現「雲捲風眼」，這是即將達到颱風強度的先兆，但數小時後便消失；不過仍促使臺灣中央氣象局在晚上8時把天兔升格為中度颱風，而日本氣象廳、香港天文台和聯合颱風警報中心亦分別在晚上8時50分、9時45分及11時把天兔升格為颱風。

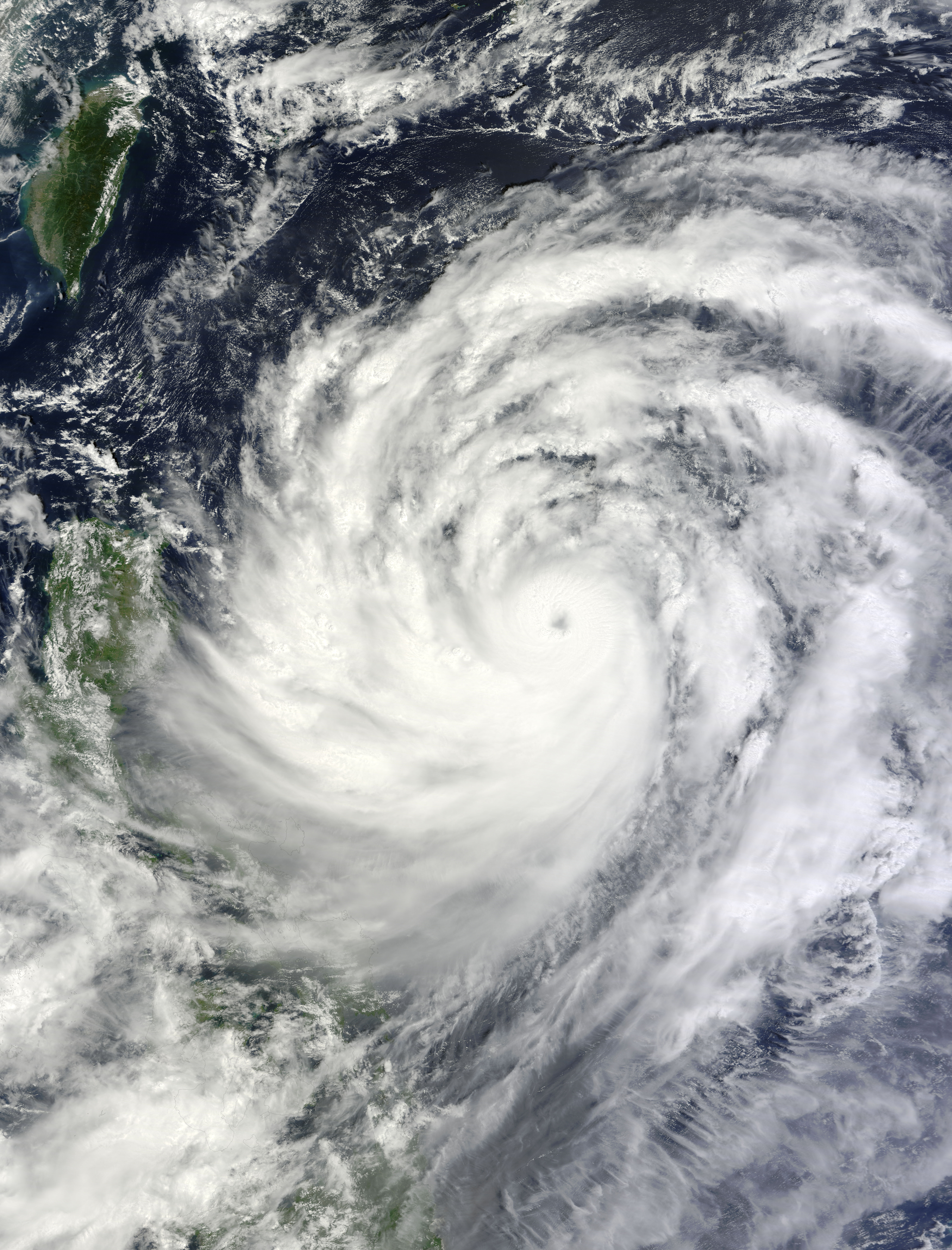
天兔在9月19日爆發性增強，再次發展出「雲捲風眼」，並逐漸成為一「針眼」。

由於天兔在9月19日仍然移動緩慢，持續吸收海洋大量供應的能量，使其強度爆發。美国国家航空航天局通過TRMM雷達分析顯示，天兔產生出類似2012年颱風韋森特的「熱塔」，眼壁出現猛烈對流，雲頂高度升至超過14公里，不久後爆發性增強便隨之而來。中午過後，天兔再度形成一個完整、渾圓而細小的風眼（即所謂之「針眼」），同時天兔的雲頂溫度下降至攝氏-80度，雲頂溫度愈低代表熱帶氣旋威力愈強。香港天文台先於下午12時45分把天兔升為強颱風，再於短短6小時後，在下午6時45分把天兔進一步升為超強颱風。臺灣中央氣象局在晚上9時25分亦把天兔升格為該部門最高級別的強烈颱風。聯合颱風警報中心則在晚上11時把天兔升格為超級颱風，1日之內把天兔的接近中心最大持續風速由原先的75海浬（每小時140公里），大幅提升65海浬至140海浬、亦即每小時260公里之巔峰，直至事後的最佳路徑中，才把天兔的巔峰強度下調為每小時250公里，仍屬「超級颱風」級別。隨著鞍型場瓦解，副熱帶高壓脊成為天兔移動路徑的主導，天兔開始向西北移動，時速12至14公里。

### 移入南海盛極而衰
受到副熱帶高壓脊南面的偏東風影響，天兔在9月20日採取西北偏西路徑，並加速至每小時18公里，開始向華南沿岸長驅直進。天兔強度在上午達到巔峰，各部門均評定天兔的近中心最大持續風速達每小時200公里或以上；而天兔在中午時份開始發展「雙重眼壁」，導致天兔稍作減弱。在天兔出現此現象後，其雙眼牆結構於衛星雲圖以及雷達圖上清晰可見。由於天兔稍為減弱，對流不如先前般旺盛，聯合颱風警報中心在下午5時把天兔降格為颱風。各地氣象部門對天兔登陸位置的預測有分歧，雖然主要是集中在珠江口附近一帶，但是究竟是在珠江口東面抑或是西面登陸，各地的預測不一。香港天文台、中國國家氣象中心及日本氣象廳皆預測天兔會在香港東面100公里內登陸，但臺灣中央氣象局和美國聯合颱風警報中心則預計天兔會在香港南面50公里內掠過，並在澳門、珠海附近一帶的珠江口西岸登陸。不過各部門預測一致的是，天兔將由呂宋海峽直入南海，而不需掠過恆春半島或呂宋，將臺灣和呂宋的地形影響降至最低，因此當時已能肯定天兔將會對廣東沿岸構成極大的威脅。
在副熱帶高壓脊的支配下，天兔於9月21日持續向西或西北偏西移動，橫過呂宋海峽，並進入南海東北部，繼續移向廣東沿岸。縱使天兔不作登陸，臺灣本島的中央山脈仍然破壞天兔的北面環流，令天兔的結構開始轉差；加上南海北部環境不及西北太平洋般良好，本已無法支援如天兔般強勁的熱帶氣旋，該區更於較早前受到東北季候風影響，有乾空氣盤據在華南，令其強度有較顯著的下降，眼壁更替失敗，原先顯而易見的「針眼」變得模糊不清，成為「雲塞風眼」。臺灣中央氣象局在下午5時把天兔降格為中度颱風，而香港天文台則在晚上8時45分把天兔降格為強颱風。此時各地氣象部門對天兔的登陸位置預測仍有落差，例如香港天文台、中國國家氣象中心、日本氣象廳維持在香港東面100公里內登陸的預報，聯合颱風警報中心則改為預計天兔在香港境內掠過，然後於廣東省中山市再度登陸；但臺灣中央氣象局仍維持預計天兔會在珠江口西岸、澳門附近一帶登陸。

### 直襲粵東急劇減弱

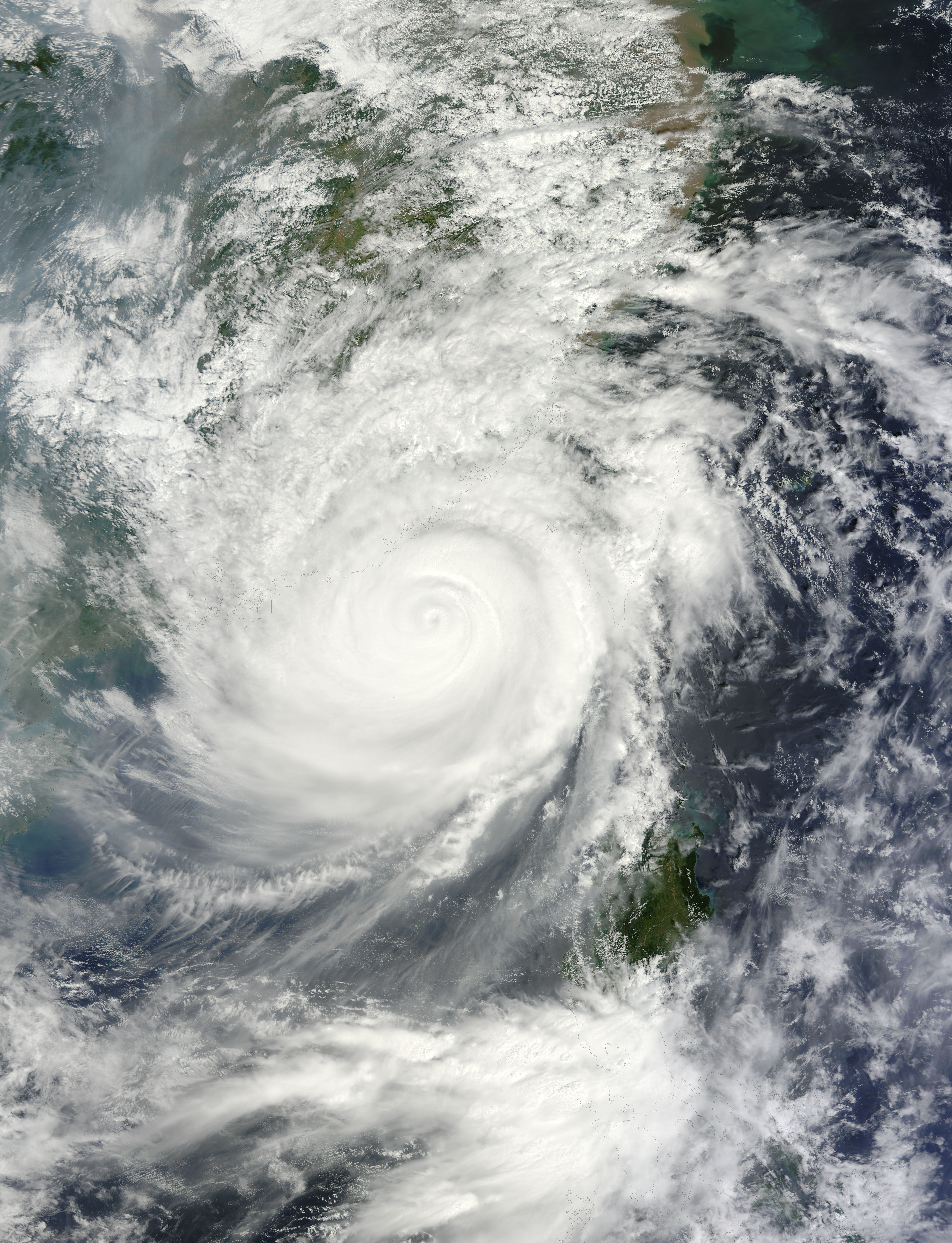
天兔已經轉趨減弱，在9月22日繼續逼近粵東至珠江口沿岸。中心密集雲團仍然保持，但「針眼」已變為「雲塞風眼」。

9月22日早上，天兔繼續採取西北偏西移動路線，但在下午突然出現偏西北路徑，到黃昏再改往偏西移動。受到偏西北路線影響，各地氣象部門對天兔登陸位置的預測全部改為在香港以東約100公里內，即中國廣東省汕尾市附近登陸。9月的南海已經失去西南季候風的支援，水汽供應較為匱乏，令天兔的強度在登陸前未能回升。
由於水汽供應斷絕，加上地形摩擦，從香港天文台的雷達圖上可見，當天兔登陸後，其風眼立即被填塞，對流亦進一步減弱；但美國太空總署的分析顯示，天兔中心附近的結構仍維持一段時間。晚上11時，聯合颱風警報中心對天兔發出最後警報。
9月23日，天兔大量捲入東北季候風帶來的乾空氣而急劇減弱，結構於一夜之間變得鬆散。香港天文台在凌晨12時45分把天兔降格為颱風，5小時後在凌晨5時45分把天兔降格為強烈熱帶風暴，更在短短2小時後，即在早上7時45分，把天兔降格為熱帶風暴；再隔2小時，在上午9時45分把天兔降格為熱帶低氣壓，此後天兔減弱速度才稍為放緩。於4小時內三度降格、9小時內四度降格，亦是香港天文台業務運作上罕見，足以顯示天兔的中心風力暴跌。日本氣象廳則在凌晨3時15分把天兔降格為強烈熱帶風暴，不到6小時後，於上午9時10分把天兔降格為熱帶風暴；再過6小時，於下午3時10分把天兔降格為熱帶低氣壓。當日早上開始，天兔恢復西北偏西路徑，移入廣東內陸。香港天文台在下午4時15分把天兔降為低壓區；但日本氣象廳則於翌日（9月24日）下午2時才把天兔降為低壓區。在乾燥東北季候風的支配下，天兔之殘餘低壓區未能長久維持，很快便減弱消散。

### 國際關注
由於天兔爆發性增強，其路徑又對華南沿岸構成重大威脅，因此引起國際關注。當中美国国家航空航天局利用衛星發現天兔的規模發展得極快，在不足24小時內，便由熱帶風暴增強至超級颱風。加上天兔環流直徑逾1000公里，且其風眼附近結構非常工整、對稱，反映天兔發展過程受到的干擾很少，得以充份凝聚實力；有西方媒體更形容天兔為「怪獸風暴」（Monster Storm）或「怪獸超颱」（Monster Super Typhoon），提醒前往亞洲的人士留意風暴消息。而臺灣媒體更把天兔形容為「暴力兔」、「魔鬼兔」等；香港傳媒亦稱呼天兔為「魔兔」、「黑兔」，源自美國國家海洋及大氣管理局之色調強化衞星雲圖，顯示天兔的中心密集雲團雲頂溫度低至攝氏-80度，以黑色表示。

## 影響

### 菲律賓
當地發出之最高風暴信號：四號風暴信號
9月16日下午5時，菲律賓大氣地球物理和天文管理局將位處責任範圍的天兔由低壓區升格為熱帶低氣壓，並把天兔命名為Odette，發佈第一報熱帶氣旋資訊。菲律賓大氣地球物理和天文管理局在翌日（9月17日）上午11時發出一號風暴信號，但由於天兔移速減慢，該信號只維持6小時，便於當日下午5時解除。
由於天兔急劇增強並恢復原移速，當局在9月18日晚上11時再度發出一號風暴信號，半日後在9月19日上午11時發出二號風暴信號。隨著天兔移向呂宋海峽，逼近呂宋及巴丹群島，菲律賓北部的天氣進一步轉壞。該部門在9月20日凌晨5時發出三號風暴信號，更在上午11時對巴丹群島發出四號風暴信號，是繼2011年颱風南瑪都掠過當地並正面吹襲呂宋後，2年以來首次發出最高信號。呂宋北部及巴丹群島受西至西北颶風影響，並有狂風暴雨，廣泛地區出現嚴重水浸、山洪暴發和泥石流。一艘船隻在奧羅拉省東北面海域翻沉，2人死亡以及2人失蹤。天兔於晚間在巴丹群島一帶海域掠過，並未登陸菲律賓，呂宋北部、巴丹群島逐漸轉吹西南暴風至颶風。
隨著天兔移入南海，逐漸遠離呂宋，菲律賓風勢緩和，當地氣象部門在9月21日上午11時解除四號風暴信號，後於下午5時解除三號風暴信號。9月22日凌晨5時，由於天兔離開菲律賓氣象部門責任範圍，當局發佈最後一報熱帶氣旋資訊，並解除所有風暴信號。然而天兔帶來的影響仍然持續，天兔引進的活躍西南氣流為菲律賓繼續帶來惡劣天氣，豪雨、水浸和山泥傾瀉繼續發生，更有多條村落慘遭活埋，導致7人失蹤，令該國死亡人數增至最少20人，失蹤人數則一共有9人。

### 臺灣
當地發布之颱風警報：海上陸上颱風警報
| 彭佳嶼 · 18.9 m/s板橋 · 8.1 m/s鞍部 · 11.2 m/s竹子湖 · 4.3 m/s淡水 · －基隆 · 10.2 m/s臺北 · 9.2 m/s新屋 · 14.2 m/s新竹 · 8.2 m/s宜蘭 · 10.5 m/s蘇澳 · 12.8 m/s花蓮 · 12.3 m/s成功（新港） · 14.4 m/s臺東 · 8.8 m/s大武 · 12.7 m/s蘭嶼 · 39.9 m/s臺中 · 3.9 m/s梧棲 · 13.2 m/s日月潭 · 10.8 m/s阿里山 · 6.5 m/s嘉義 · 3.9 m/s玉山 · 20.5 m/s臺南 · 5.6 m/s高雄 · 9.3 m/s恆春 · 19.1 m/s澎湖 · 11.6 m/s東吉島 · 20.4 m/s金門 · 11.6 m/s馬祖 · 10.7 m/s 中華民國交通部中央氣象署署屬氣象測站測得最大持續風力。圖例： · 無數據 · 測得5級風或以下 · 測得6至7級風 · 測得8至9級風 · 測得12至15級風 | 彭佳嶼 · 27.9 m/s板橋 · 17.6 m/s鞍部 · 29.1 m/s竹子湖 · 22.2 m/s淡水 · －基隆 · 21.6 m/s臺北 · 20.9 m/s新屋 · 25.4 m/s新竹 · 22.8 m/s宜蘭 · 20.1 m/s蘇澳 · 22.8 m/s花蓮 · 23 m/s成功（新港） · 26.6 m/s臺東 · 24.5 m/s大武 · 29.4 m/s蘭嶼 · 65.3 m/s臺中 · 8.9 m/s梧棲 · 21.9 m/s日月潭 · 20.9 m/s阿里山 · 22.2 m/s嘉義 · 8.4 m/s玉山 · 41.1 m/s臺南 · 9.5 m/s高雄 · 20.3 m/s恆春 · 45.5 m/s澎湖 · 27.1 m/s東吉島 · 30.1 m/s金門 · 26.3 m/s馬祖 · 23.9 m/s 中華民國交通部中央氣象署署屬氣象測站測得最大陣風。圖例： · 無數據 · 測得5級風或以下 · 測得8至9級風 · 測得10至11級風 · 測得12至15級風 · 測得16級風或以上 |

隨著天兔逐步逼近臺灣，9月19日深夜11時半，當天兔位於鵝鑾鼻之東南東方約740公里時，交通部中央氣象局發布海上颱風警報。9小時後，當天兔移至鵝鑾鼻之東南東方約560公里時，中央氣象局在翌晨（9月20日）8時半對蘭嶼、綠島、臺東、恆春半島及屏東發布陸上颱風警報。由於天兔是近20年以來第二強侵臺颱風，近中心最大持續風速達每秒55米（與1994年弗雷特、1998年瑞伯、2005年海棠並列），僅次於1994年道格的每秒58米，也因此許多臺灣媒體把天兔形容為「暴力兔」、「魔鬼兔」。當時中央氣象局預測南臺灣天氣將相當惡劣，並表示花東地區及恆春半島雨量將超過1000毫米。海上警戒範圍包括巴士海峽、臺灣東南部及東北部海面、臺灣海峽和東沙島海面；陸上警戒範圍更遍及臺東、屏東、花蓮、高雄、臺南、南投、嘉義、雲林、澎湖、金門等縣市。
9月21日，全臺均被天兔的環流所籠罩，多個縣市停班停課，東臺灣及恆春半島吹東至東北風，風勢達10至12級。中央氣象局預測天兔在當日中午最逼近臺灣，並表示當日上午的迎風面在東部，由於受中央山脈阻擋，處於背風面的中臺灣甚至開始出現焚風；但當天兔於該日下午掠過巴士海峽後，中南部地區風勢將會增強，呼籲民眾在午後嚴防強風及豪大雨。同時適逢八月十五天文大潮，中央氣象局亦呼籲低窪地區嚴防淹水以及海水倒灌。天兔於下午4時最接近臺灣本島，在鵝鑾鼻之南南西約110公里掠過，臺灣南部受其東南暴風及豪大雨影響，低窪地區出現海水倒灌。恆春整日風雨交加，電線桿倒塌，鐵皮屋被毀；墾丁的馬路反光板和廣告牌被吹翻。東部風高浪急，花蓮沿海掀起9至11米巨浪，屏東溪水暴漲；臺東、宜蘭多處山區更出現土石流。知本溪上游發生山洪暴發，富野飯店的1至2樓更被土石流所淹沒。
天兔在9月22日逐漸遠離臺灣，中央氣象局在早上8時30分，當天兔移至鵝鑾鼻以西約300公里時，解除陸上颱風警報；後於下午2時30分，當天兔位於金門之西南約290公里時，再解除海上颱風警報。3日後，備受爭議的臺東美麗灣渡假村沙灘發現有大量水泥磚，以及嚴重生鏽的鋼筋，甚至連針筒等醫療廢物亦在該處尋獲。環保人士批評渡假村方面「隨意掩埋廢棄水泥塊鐵證如山」，種植大量植物是企圖掩飾有大型工程的廢棄物件之真相，如今卻受不了風暴沖刷而現形；渡假村方面在回應中否認上述指控，但表示願意負責清理沙灘上所有廢棄物。
以下為天兔侵臺期間，出現最大平均風速與最大陣風排行：
| 排行 | 測站名稱 | 平均風速（m/s） | 風級 | 陣風（m/s） | 級數     |
| ---- | -------- | --------------- | ---- | ----------- | -------- |
| 1    | 蘭嶼     | 39.9            | 13   | 65.3        | 17級以上 |
| 2    | 恆春     | 19.1            | 8    | 45.5        | 14       |
| 3    | 五分山   | 21.2            | 9    | 32.5        | 11       |
| 4    | 澎湖     | 21.3            | 9    | 32.0        | 11       |
| 5    | 東吉島   | 20.1            | 8    | 30.1        | 11       |
| 6    | 大武     | 12.7            | 6    | 29.4        | 11       |
| 7    | 鞍部     | 8.8             | 5    | 29.1        | 11       |
| 8    | 澎湖     | 11.6            | 6    | 27.1        | 10       |
| 9    | 新屋     | 14.0            | 7    | 25.4        | 10       |
| 10   | 梧棲     | 13.1            | 7    | 25.1        | 10       |

以下為9月20日至9月22日早上8時30分出現較大雨量的地區及雨量：
| 排行 | 雨量（毫米） | 測站名稱 | 所在鄉鎮     |
| ---- | ------------ | -------- | ------------ |
| 1    | 785          | 天祥     | 花蓮縣秀林鄉 |
| 2    | 754          | 向陽     | 臺東縣海端鄉 |
| 3    | 718          | 大漢山   | 屏東縣春日鄉 |
| 4    | 692          | 古魯     | 宜蘭縣大同鄉 |
| 5    | 553          | 南天池   | 高雄市       |

### 中國大陸
當地發出之最高颱風預警信號： 颱風紅色預警信號

#### 預告四不利局面
天兔在9月18日仍未獲國家氣象中心評定達到颱風級別時，國家防總已經宣佈啟動防汛防颱風4級響應，預計天兔會帶來「強風、暴雨、巨浪、高潮」四不利局面。隨著天兔急劇增強，並開始移向呂宋海峽，國家氣象中心在9月19日下午6時在未有發佈颱風藍色預警信號的情況下，直接發佈颱風黃色預警信號；而該部門隸屬的中国气象局隨即啟動3級應急響應。
當日国家海洋局亦啟動海洋災害1級應急響應，並召開風暴潮、海浪災害防禦工作部署會，要求相關單位展開各項災害防範工作。而隨著天兔橫過呂宋海峽，靠近華南沿岸，國家減災辦在9月20日上午10時啟動救災預警響應。

#### 閩浙地區首當其衝
由於天兔的路徑是從呂宋海峽移入南海，閩浙一帶將率先受到天兔影響，福建省氣象台在9月18日下午5時半發佈颱風藍色預警信號，並同步啟動防颱風4級應急響應。隨著天兔的爆發性增強及加速逼近，福建省氣象台在翌日（9月19日）下午5時54分發佈颱風黃色預警信號。
雖然天兔未於該兩省登陸，但是天兔北面的環流為當地帶來惡劣天氣，福建省氣象台在9月20日早上7時13分發佈颱風橙色預警信號；國家氣象中心亦於當日下午6時發佈颱風橙色預警信號。該兩省在21日的天氣明顯轉壞，有狂風大雨，浙江南部及福建沿岸廣泛地區刮起烈風程度東至東北風。當地疏散超過4000人，接近22300艘漁船回港避風。
浙江南部在21日較後時間轉吹東南烈風，福建更受暴風影響。兩省天氣仍然惡劣，福建的狂風暴雨持續，浙江亦間中有大雨。浙江東南部降雨量達30至60毫米，福建漳州雨量更達80至120毫米。廈門教育局宣佈，全市所有中小學及幼稚園在翌日（9月22日）全日停課。隨著天兔登陸廣東汕尾及逐漸遠離福建，該兩省的風力在22日入夜後逐步緩和；不過天兔在福建造成接近17萬戶停電，沿海水位上升至超過警戒線最高0.68米，更翻起7米高巨浪，漳州東山驗潮站更於下午2時43分出現破紀錄的最高潮位。

#### 廣東沿岸嚴陣以待
相較於福建及浙江，廣東所受的威脅更大，因此該省在天兔仍位處西北太平洋時，已經嚴陣以待。广东省防总于9月20日中午12时把防颱风应急响应升為3級，隨後更把應急響應升至2級和1級，中共广东省委、广东省政府高度重视防御工作。同日广东省委书记胡春华、省长朱小丹分别作出指示，要求各地认真落实好国家防总和省防总的工作部署，领导干部提前一天结束中秋休假，并争分夺秒抓紧落实，全力做好防御工作。
国家气象中心在9月21日早上6時發佈颱風紅色預警信號，當日亦發佈海浪、風暴潮紅色預警，各類船隻趕回汕頭海灣避風。包括廣州市及佛山市在內，省內一共14個市的教育局在晚上宣佈，所有中小學及幼稚園在22日至23日連續2日停課，廣州市更是4年以來首次全市停課。

#### 登陸汕尾重創粵東
天兔在9月21日至22日上午穩定地向西至西北西移動，直逼廣東東部沿岸。粵東颳起偏東暴風，而汕頭至汕尾一帶吹颶風程度旋風，深圳、大亚湾等地吹偏西強風至烈風，並有狂風暴雨；粵西的風勢則未有明顯增強，天氣暫未轉壞。天兔引發的風暴潮疊加八月十五天文大潮，國家氣象中心預計將會引發4至6米高的巨浪，呼籲民眾遠離沿岸；而汕頭在當日測得6米高的巨浪，大樹被吹至連根拔起，汕尾一帶更翻起超過10米高的極巨浪。汕頭、汕尾等地亦受海水倒灌影響，出現嚴重水浸。
9月22日晚上7時40分，天兔在汕尾市红海湾遮浪半岛登陆，登陆时中心附近最大风力有每秒45米，中心最低气压为935百帕斯卡。气象站记录阵风超过17级的有陸豐縣甲东鎮每秒70.4米、陸豐縣大安鎮牛角隆水库每秒74.7米；汕尾市红海湾风电场场内风速仪测得的极大风速达每秒62.9米，随后仪器损壞，8台机组从塔筒处折断，有9台机组的叶片受损，部分机组的导流罩破损、机舱罩发生掀盖。
天兔對當地造成嚴重和廣泛的破壞，通訊中斷之餘更斷水斷電，而停電面積更達65%。多間民房受損或坍塌，鐵皮屋屋頂被吹走，大量樹木倒塌甚或連根拔起，街燈被吹至東倒西歪甚至掀倒；亦有地盤建築設施被摧毀，其中一工地的大型塔式起重機折斷塌下，橫跨整條道路，嚴重阻塞交通。3線雙程的汕尾大道被塌樹堵塞，只餘1線通行，另外大型廣告牌被吹至倒下，壓毀多輛旅遊巴士，一間汽車維修店亦被砸毀。廣東鐵路服務癱瘓，京廣線及京九線封鎖，來往廣東各站的鐵路嚴重延誤；广珠城际铁路、廣深鐵路，以及京廣高鐵韶關至廣州南段和廣深港高鐵在22日至23日上午停駛。航空方面，中國國際航空取消148班航機。
天兔橫掃汕尾後，橫過介乎深圳至惠州之間的陸地，並橫越東莞，再於廣州之東北面掠過。粵東整日受颶風程度東南風或旋風，以及狂風暴雨影響，而粵西風勢亦有所增強，颳起西至西南強風，並受狂風暴雨侵襲。9月23日凌晨至早上，隨著天兔之疾速減弱，省內風勢快速緩和，廣東東部的天氣亦明顯好轉，颱風1級應急響應在下午4時半解除；然而廣東西部則開始有大雨。截至9月27日上午9時，天兔造成广东省汕头、汕尾、揭阳等11市65个县一共979万人受灾，35人死亡，超過65万人紧急撤離；多達1萬8千间房屋倒塌，另有超過7萬1千间损坏。农作物受灾面积174.5千公顷，其中16.7千公顷失收，直接经济损失208亿元。

#### 疾速減弱仍有大雨
天兔的外圍雨帶亦影響廣西、海南等其他省份，甚至遠在南京市亦受影響，雨勢頗大。廣西氣象台更在9月21日上午9時50分發佈颱風黃色預警信號，包括贺州、梧州、蒙山、苍梧、藤县、岑溪、贵港、平南及桂平在內的地方級氣象台亦有發佈颱風藍色預警信號；不過由於天兔的疾速減弱，廣西的風力未有明顯增強。
天兔移入內陸後急速減弱，國家氣象中心在9月23日早上6時直接改發颱風藍色預警信號（跳過橙色及黃色預警）；維持4小時後，國家氣象中心在上午10時解除所有颱風預警信號。但天兔的殘餘雨帶為廣東西部、廣西及海南繼續帶來大雨，直至翌日（9月24日）天兔減弱消散，天氣才有所好轉。

### 香港
- 當地發出之最高熱帶氣旋警告信號： 八號西北烈風或暴風信號 /  八號西南烈風或暴風信號
- 最接近當地時間：2013年9月23日午夜12時[94]
- 最接近當地位置：香港天文台總部以北約80公里（正面吹襲）[94][注 16]

#### 史無前例高調警示
雖然天兔在9月19日仍遠在西北太平洋，但是香港天文台在同日下午6時半已經在天文台網頁發出「特別天氣提示」，就天兔之威脅對市民作出警告，預計天兔會在星期日迫近廣東沿岸，令香港天氣顯著轉壞，風浪頗大。天文台助理台長鄭楚明亦同時發表網誌，題為《中秋節假期的不速之客》，提醒市民天兔逼近。他表示按照以往歷史，從呂宋海峽西行逼近的風暴會構成較大威脅，但天兔的移動方向仍有變化，對香港的天氣影響會有很大差異。若天兔採取較偏北的方向移動，在香港東面登陸，則天兔移近時會減弱，而香港會先吹偏北風，山勢阻擋下風力相對較低；但如果天兔採取稍微偏南的方向移動，就會維持強度，香港亦有機會受風暴潮影響，加上時近中秋令水位偏高，低窪地區容易水浸，呼籲市民未雨綢繆。
受到一股大陸氣流影響，香港天氣乾燥及酷熱，天文台在9月19日中午12時正及20日早上8時正分別發出黃色火災危險警告及酷熱天氣警告。天文台在9月20日上午11時半發出之「七天天氣預報」，預測9月22日天氣顯著轉壞，當日稍後時間至9月23日初時有頻密狂風驟雨，雨勢頗大；9月22日稍後時間吹西至西北烈風，23日初時則轉吹南至西南烈風。天文台在當日下午4時45分更新「特別天氣提示」，表明天兔是一個成熟的熱帶氣旋，並將會成為該年影響香港的最強風暴，更史無前例地在還沒有發出熱帶氣旋警告信號時，便呼籲市民提高警覺，盡快完成防風措施。

#### 各界嚴陣以待
天兔在9月21日早上8時進入距離香港800公里範圍，天文台在上午10時40分發出一號戒備信號，當時天兔集結在香港之東南偏東約760公里。天文台預計天兔在翌日至23日相當接近珠江口一帶，並直指天兔會對香港構成嚴重威脅，晚上至翌日早上會發出三號強風信號；後於下午4時45分表示當晚發出三號信號，警告市民必須提高警覺，立即完成防風、防水浸措施。受到天兔下沉氣流影響，香港在當日天氣更為酷熱，中午12時廣泛地區氣溫已達攝氏34度，下午天文台錄得攝氏34.7度之最高氣溫，為全年第二高。晚上較後時間，多處地區天氣仍相當炎熱，氣溫徘徊在攝氏32度左右。雖然天兔減弱為強颱風，但天兔採取偏西路徑，繼續接近廣東沿岸。天文台在晚上10時45分表示會在短期內發出三號信號，並在晚上11時40分發出三號強風信號，當時天兔集結在香港之東南偏東約530公里。隨著天兔逼近，天氣將會轉壞，乾燥天氣將得以舒緩，天文台在晚上11時55分取消所有火災危險警告。
由於天兔逼近，香港各界繼2010年颱風鮎魚吹襲香港以來，再度嚴陣以待。香港政府保安局於9月21日啟動第二級緊急應變監察系統，密切監察天氣變化，並統籌各相關部門，提醒各緊急救援部隊及各單位作好充分準備。中華電力宣佈啟動緊急應變小組，密切監察天兔可能對供電系統造成的影響，並採取有關措施以確保供電可靠。若出現廣泛地區停電，中電將安排優先復電予需要電力儀器維持生命的客戶及提供公共服務的機構，如醫院、鐵路、機場、廣播機構及電訊機構等。國泰航空在9月20日已表明，22日至23日早上期間離開及抵達香港國際機場的國泰航班，將極有可能延遲或取消，並呼籲乘客延後不必要的行程；並於9月21日正式宣佈，該公司及其子公司港龍航空於香港時間9月22日下午6時起，取消所有離開及抵達香港國際機場的航班。若天氣情況許可，該公司計劃於9月24日起逐漸恢復航班服務，但運作上有限制，預計當日的航班仍可能受影響，呼籲乘客留意航班資訊。

#### 風力飆升
由於初時香港受北至西北風影響，在地形屏蔽下，9月22日早上市面及離岸風勢未見明顯增強，惟獨高地首先受到天兔的強風範圍影響。大老山在三號信號發出前後，已經開始吹偏北強風。隨著天兔外圍雨帶抵達，香港境內氣溫徹夜徘徊攝氏31至32度後，終於在早上降至攝氏30度以下，天文台在早上6時正取消酷熱天氣警告。天兔路徑直指珠江口，天文台在早上6時45分表示考慮在下午至黃昏發出八號信號。但由於離岸地區在中午時份才開始吹北至西北強風，而天兔採取比預測路徑稍微偏北的路線，移至香港正東方向（即幾乎肯定在香港東面登陸），天文台在下午1時45分表示在黃昏考慮發出八號信號。此後香港風勢開始明顯增強，日落時份已經有廣泛地區受西北強風影響。
天文台在下午4時40分發出「熱帶氣旋之特別報告」，宣佈在晚上7時或之前發出八號熱帶氣旋警告信號。天文台在下午6時40分發出八號西北烈風或暴風信號，當時天兔集結在香港之東北偏東約160公里。天文台預料天兔在當晚較後時間至星期一凌晨在香港以北約100公里內掠過，天兔在晚上11時開始正面吹襲香港。八號信號發出後，香港天氣快速轉壞，有狂風大雨，而境內風勢亦隨即迅速而顯著增強，入夜不久，長洲、機場、流浮山等多處地區已經刮起西至西北烈風，隨後長洲風力更在晚上9時左右飆升至暴風程度，接近午夜時流浮山的風速亦進一步上升；但由於天兔登陸汕尾及轉趨減弱，與香港的距離較預期遠，加上長洲的暴風只維持一瞬間及流浮山風力最終不達暴風程度，天文台沒有發出更高熱帶氣旋警告信號，與2003年颱風杜鵑及2009年颱風莫拉菲情況不同。

#### 風速急降
香港在午夜時份開始轉吹西南烈風，天文台在晚上11時45分表示短期內改發八號西南烈風或暴風信號，取代八號西北信號。天兔在9月23日午夜12時最接近香港，在天文台總部以北約80公里掠過，並減弱為颱風。隨後天文台在凌晨12時25分改發八號西南烈風或暴風信號，當時天兔集結在香港天文台總部之西北偏北約85公里。天文台在凌晨12時半表示，八號信號會在晚間維持生效。
天兔在9月23日凌晨至早上突然極速減弱，9小時內由強颱風減弱為熱帶低氣壓，結果香港風勢沒有因更多地區當風變得猛烈，反而急速緩和。在凌晨較後時間，境內市區的烈風已不復見；日出後甚至連強風也大致消退。但天文台在凌晨4時45分表示，與天兔相關的一道強烈雨帶正在逼近，可能間中為珠江口一帶帶來烈風，八號信號仍將維持一段時間；若境內風勢持續減弱，天文台會考慮在上午10時或之前改發三號信號。隨後強烈雨帶橫過香港，但境內風勢仍繼續緩和。天文台在早上7時45分宣佈，確定在上午10時前改發三號信號；早上8時45分更表示，若強風威脅消除，便會取消所有熱帶氣旋警告信號。天文台在上午9時20分改發三號強風信號，當時天兔集結在香港之西北約250公里；個多小時後，天文台再於上午10時25分直接取消所有熱帶氣旋警告信號，當時天兔集結在香港之西北約280公里，急劇減弱為熱帶低氣壓。

#### 多處錄得烈風
天兔襲港期間，天文台測風網絡8個指定自動氣象站有5個錄得強風、當中3個錄得烈風、其中1個更錄得暴風，表示三號信號達標、八號信號亦只欠1站便達標；流浮山風力一度直逼暴風下限，而西貢則以些微之差，未能錄得強風。風暴期間，長洲、流浮山、機場、青衣及啟德錄得最高10分鐘平均風速分別為每小時90、85、68、52及51公里。維多利亞港方面，尖沙咀天星碼頭的10分鐘平均風速為每小時75公里。有別於2003年杜鵑及2009年莫拉菲，天兔吹襲時香港各區的風力相對平均，原因是杜鵑及莫拉菲吹襲時，新界北部直接受到眼壁影響，風力進一步加強。
天兔正面襲港造成17人受傷、900棵塌樹，部份低窪地區受0.5米至1米高的風暴潮影響而出現輕微水浸；機場方面，有215班航機取消、472班延誤。由於天兔在香港造成的惡劣天氣、傷亡和破壞都比預期輕微，事後天文台高級科學主任莫慶炎發表另一篇網誌，題為《歷史差一點重演》，表示香港非常幸運，並指出假如天兔在香港境內掠過，電腦模擬香港風暴潮將達到1.7米高，非常接近1962年颱風溫黛時的風暴潮水平，加上天文大潮，最高水位會逼近4米；若天兔在香港南面近距離掠過，預計水位將會更高。然而很多市民一直忽視天文台多次作出的「天兔將構成嚴重威脅」之警告，有線新聞於風暴過後，報道大量市民不顧危險，分別到尖沙咀天星碼頭、馬鞍山公園、西環堅尼地城新海旁、鯉景灣、杏花邨等岸邊地方追風及觀浪。這種罔顧安全的行徑自2009年颱風莫拉菲正面襲港開始時常出現，在1983年颱風愛倫正面襲港時因參與救災而失去左腳的消防員及輪椅劍擊運動員張偉良認為此等行為極度不智，因為一旦發生意外，前線人員亦要冒險拯救，甚至因而喪命。

### 澳門
當地懸掛之最高熱帶氣旋信號：  三號風球

#### 各界高度戒備
澳門地球物理暨氣象局預料天兔於21日中午前後進入距離澳門800公里範圍，屆時會考慮懸掛一號風球。海事及水務局表示已於20日已向內港一帶商戶發出水浸警告，由於天兔靠近時正值天文大潮，可能引發嚴重風暴潮。氣象局在9月21日下午1時正懸掛一號風球，當時天兔集結在澳門之東南偏東約770公里。氣象局表示，天兔現正橫過呂宋海峽，逐步移近澳門，預料澳門翌日（22日）風力將進一步增強，天氣亦將轉差，會有狂風大驟雨，翌日早上會因應實際情況，考慮改掛三號風球。氣象局在9月21日下午5時半發出一條滾動信息，表示預計翌日上午改掛三號風球的機會頗高，更不排除懸掛更高風球，同時預計23日凌晨開始有狂風大驟雨，低窪地區有水浸。由於天兔明顯比早前的颱風尤特強，氣象局提示市民需提高警覺，盡快完成防風及防水浸措施。
澳門民防中心表示非常關注情況，並預計天兔將對澳門造成嚴重影響，呼籲市民做好防風措施。由於澳門往返深圳蛇口和深圳福永的航線提早停航，而澳門往香港上環和中港碼頭的客船均於9月22日下午6時開出尾班船，海事及水務局開放外港客運碼頭3樓的旅客等候區；此外當局亦表示會密切留意颱風情況和監察潮汐數據，呼籲海事業界留意天氣、海面情況及水位變化呼籲船隻應注意安全和繫穩繩纜。澳門國際機場呼籲乘客出行前留意航班最新消息；而澳門航空宣佈取消9月22日和9月23日共23個航班，復興航空則表示9月22日共5個航班提早起飛或抵達。
澳門電力公司調動應急候命工程師和技術人員等超過50人，搶修和支援颱風下可能造成的供電問題，尤其針對海水倒灌可能危及低窪地區供電，提前檢查低窪地帶的供電設施；同時設定各個發電機組為候命狀態，準備隨時啟動發電，以在廣東電網受影響時仍保障澳門境內供電。澳門自來水公司增派候命人員，搶修和支援颱風期間可能出現的供水問題，並降低大水塘及石排灣水庫的水位、暫時切斷與青洲水廠外連接的水渠，並堆砌沙包以防水廠被淹浸；以及加強水廠及水庫的巡查工作、密切監測供水管網及水質狀況。澳門電訊為全部位處低窪地區的機房安裝1.5米高的防水閘板，並宣佈於9月22日上午10時開始運作颱風控制中心，直至八號風球除下為止。

#### 提早預告但未掛八號
9月22日早上6時21分至25分，澳門氣象局網頁上曾出現「十號風球仍然懸掛」的錯誤信息，後在網頁發出道歉聲明，表示會作出調查，防止類似事件再度發生。氣象局在9月22日上午11時正懸掛三號風球，當時天兔集結在澳門以東約410公里。氣象局更隨即表示將於晚上7時前考慮改掛八號西北風球。
但由於天兔在下午改向偏西北移動，使預測路徑與澳門的距離拉遠，加上受地形屏蔽，澳門吹西北風時不當風，日間風力未有明顯加強，氣象局於晚上7時仍維持懸掛三號風球。當局表示要視乎天兔登陸後的發展情況，再考慮是否懸掛八號風球，預計澳門錄得強風至烈風的時間會相對較短。隨著天兔在汕尾登陸後減弱，氣象局在晚上10時05分表示雖仍有變數，但預料懸掛八號風球機會不大，提示市民繼續留意氣象局信息，並繼續提防暴雨和水浸。晚間澳門風勢逐步增強，普遍受強風影響，並有狂風大雨，廣泛地區錄得約50毫米雨量，當中大潭山氣象站雨量更達60毫米。

#### 風勢緩和
澳門在9月23日凌晨的風勢維持在強風程度，未有進一步增強。天兔在凌晨4時最接近澳門，在氣象局總部以北約100公里掠過。氣象局表示，三號風球會維持至清晨。隨著天兔極速減弱，並逐漸遠離，澳門風力在早上轉趨緩和，氣象局在上午11時半除下所有風球，當時天兔集結在澳門之西北約240公里。因為天兔的影響遠較預期輕微，澳門境內並沒有傷亡或嚴重損毀的報告。
對於有市民質疑預測失準，氣象局於9月23日發表《颱風天兔對本澳之影響情況》新聞稿，把天兔與路徑類似並同樣正面襲澳的2003年颱風杜鵑比較，解釋到天兔與澳門的距離較遠，減弱的程度也較明顯。而天兔的烈風範圍主要影響珠江口以東區域，澳門境內只受強風影響，與烈風程度的風力仍有一段距離，所以氣象局只懸掛三號風球，未能懸掛八號風球。

## 熱帶氣旋警告使用紀錄

### 菲律賓
| 菲律賓大氣地球物理和天文管理局 風暴信號 | 菲律賓大氣地球物理和天文管理局 風暴信號 | 菲律賓大氣地球物理和天文管理局 風暴信號 |
| --------------------------------------- | --------------------------------------- | --------------------------------------- |
| 上一熱帶氣旋                            | 一號風暴信號                            | 下一熱帶氣旋                            |
| 熱帶風暴康妮                            | 一號風暴信號                            | 颱風百合                                |
| 熱帶風暴康妮                            | 二號風暴信號                            | 颱風百合                                |
| 颱風尤特                                | 三號風暴信號                            | 颱風百合                                |
| 颱風南瑪都                              | 四號風暴信號                            | 超強颱風海燕                            |

### 臺灣
| 交通部中央氣象局 颱風警報 | 交通部中央氣象局 颱風警報 | 交通部中央氣象局 颱風警報 |
| ------------------------- | ------------------------- | ------------------------- |
| 上一熱帶氣旋              | 海上颱風警報              | 下一熱帶氣旋              |
| 輕度颱風康芮              | 海上颱風警報              | 中度颱風菲特              |
| 輕度颱風康芮              | 陸上颱風警報              | 中度颱風菲特              |

### 中國大陸
| 國家氣象中心 颱風預警信號 | 國家氣象中心 颱風預警信號 | 國家氣象中心 颱風預警信號 |
| ------------------------- | ------------------------- | ------------------------- |
| 上一熱帶氣旋              | 颱風黃色預警信號          | 下一熱帶氣旋              |
| 颱風潭美                  | 颱風黃色預警信號          | 強颱風蝴蝶                |
| 颱風潭美                  | 颱風橙色預警信號          | 強颱風菲特                |
| 超強颱風尤特              | 颱風紅色預警信號          | 強颱風菲特                |
| 颱風潭美                  | 颱風藍色預警信號          | 強颱風蝴蝶                |

### 香港
| 香港天文台 熱帶氣旋警告信號 | 香港天文台 熱帶氣旋警告信號 | 香港天文台 熱帶氣旋警告信號 |
| --------------------------- | --------------------------- | --------------------------- |
| 上一熱帶氣旋                | 一號戒備信號                | 下一熱帶氣旋                |
| 超強颱風尤特                | 一號戒備信號                | 強颱風羅莎                  |
| 超強颱風尤特                | 三號強風信號                | 超強颱風威馬遜              |
| 颱風莫拉菲                  | 八號西北烈風或暴風信號      | 颱風蓮花                    |
| 颱風莫拉菲                  | 八號西南烈風或暴風信號      | 颱風妮妲                    |
| 超強颱風尤特                | 八號烈風或暴風信號          | 颱風海鷗                    |

### 澳門
| 地球物理暨氣象局 熱帶氣旋信號 | 地球物理暨氣象局 熱帶氣旋信號 | 地球物理暨氣象局 熱帶氣旋信號 |
| ----------------------------- | ----------------------------- | ----------------------------- |
| 上一熱帶氣旋                  | 一號風球                      | 下一熱帶氣旋                  |
| 颱風尤特                      | 一號風球                      | 颱風羅莎                      |
| 颱風尤特                      | 三號風球                      | 颱風威馬遜                    |

## 釋義
1. ↑  「垂直風切變」是指比較一垂直高度中的風速及風向差。[8]由於強烈的垂直風切變會干擾對流，使熱帶氣旋的結構受破壞、甚至系統高低層分離，熱帶氣旋必須在垂直風切變較弱的環境才可順利發展。
2. ↑  「輻合」是指空氣匯聚的現象，其中又可分為「氣旋式輻合」和「切變式輻合」兩種：在地面，空氣在地轉偏向力、氣壓梯度力、地形摩擦力以及離心力之共同作用下，以逆時針通過等壓線，呈螺旋式向低壓中心推進，形成風。若低壓中心有閉合等壓線（例如熱帶氣旋），則因角動量守恆，離心力加大，而進一步平衡氣壓梯度力，於是產生旋風。同時空氣被迫抬升，空氣上升後地面氣壓便會進一步下降，此即「氣旋式輻合」。而「切變式輻合」則是兩種不同風向的風輻合，而使空氣因壓迫抬升，這種切變式的輻合通常出現於鋒面或低壓槽處，和前者輻合的分別只是氣旋式的風向變化比較不明顯。[9][10]
3. ↑  「輻散」是指空氣由一個中心向四周散開，通常只有氣旋式輻散，形成原因和輻合的機制相若，只是一般是在高壓系統發生。高空也能有高壓，所以高空也能有輻散，高空輻散足夠又有水氣時就可能降雨，形成原因和輻合相若。[9][10]
4. ↑  當有2種以上全球預報模式表示某低壓區將於未來48小時內發展為熱帶氣旋，聯合颱風警報中心則將該系統之熱帶氣旋形成機會評級為「低」。除非環境異常優良，否則該系統在24小時內發展為熱帶氣旋的機會甚微。[11]
5. ↑  當有3種以上全球預報模式表示一低壓區將於未來48小時內發展為熱帶氣旋，聯合颱風警報中心則將該系統之熱帶氣旋形成機會評級為「中」。一般而言，即使發展機會增大，系統過了24小時之後發展成熱帶氣旋的機會才較高；但如果環境良好，系統亦可以在24小時內形成熱帶氣旋。[11]
6. ↑  當有3種以上全球預報模式表示一低壓區將於未來24小時內發展為熱帶氣旋，聯合颱風警報中心則將該系統之熱帶氣旋形成機會評級為「高」，並同步發出熱帶氣旋形成警報。此時該系統於24小時之內形成熱帶氣旋的機會極高，若氣象因素特別有利，該系統更可於6小時內增強為熱帶低氣壓。[11]
7. ↑  作為世界氣象組織指定的西北太平洋區域專責氣象中心，日本氣象廳負責西北太平洋區域內（包括南海、東海）的熱帶氣旋命名和編號工作，每當該部門將一個熱帶低氣壓升格為熱帶風暴時，該部門亦會依照在世界氣象組織颱風委員會上通過的名稱表作出命名，同時給予4位數字的國際編號。前兩位為當年公元紀年的最後兩位數（2013），而後兩位代表天兔是當年被日本氣象廳第19個評級為熱帶風暴的熱帶氣旋。
8. ↑  聯合颱風警報中心會為所有於其責任範圍內形成的熱帶氣旋作出編號，由兩位數及一個英文字母組成。英文字母表示該熱帶氣旋形成的區域，西北太平洋（包括南海、東海）以W表示；而兩位數字則指熱帶氣旋於當年在英文字母所表示的區域內形成次序，換言之「17W」即指天兔是年內第17個於西北太平洋區域內形成的熱帶氣旋。此編號系統每年重新開始。
9. ↑  低壓系統位於兩個高壓系統之間的地區稱為鞍形氣壓場（或稱氣壓鞍、變形場）。鞍型場的出現正是氣壓高低的相對關係，由於氣壓兩側較高而中間凹入處較四周低，以鞍形作為比喻，故以此為名。當熱帶氣旋位於鞍形場中時，因缺乏明顯的引導氣流，熱帶氣旋將會變得緩慢甚至停留不動，行徑則不穩定。由於兩個高壓系統皆有引導熱帶氣旋移動的可能性，這使得熱帶氣旋未來行進方向變化多端，因此預測難度較大。鞍形場最常見例子是副熱帶高壓出現弱點時，弱點凹入成鞍形場，凹處有氣流輻合及正渦度環流，形成低壓系統。而弱熱帶擾動在此場則得到適當渦度而可能得以加強。[18][19]
10. ↑  「中心密集雲團」是達強烈熱帶風暴級別之熱帶氣旋所擁有的一種特徵，在衞星雲圖上所見為一渾圓，集中及具有組織的密集雲區在中心附近旋轉，通常為積雨雲或塔狀積雲，會引致中心附近有雷暴發生。中心密集雲層區之下應有相當明顯而成熟的螺旋雲帶，同時伸展到雲帶之外；當熱帶氣旋進一步增強至颱風程度時，風眼也會開始在此處的中心區域形成。[20]
11. ↑  「雲捲風眼」是熱帶氣旋中心當中，由螺旋雲帶旋捲成之缺乏組織的眼牆，結構看來較不佳。此現象以發生在熱帶氣旋環流中吹西北風象限內者較為普遍，其維持時間隨當時形成熱帶氣旋的氣象環流條件不同而異，出現時間或長或短。[22][23]
12. ↑  「熱塔」是一個高聳得最少直達對流層頂部（雲頂高度14.5公里或以上）的積雨雲或塔狀積雲，內含大量潛熱而得名。該現象是熱帶氣旋急速增強的先兆，根據美國太空總署對2012年颱風韋森特的報告，出現「熱塔」的熱帶氣旋在9小時內爆發增強的機會，是未發展「熱塔」之熱帶氣旋的2倍。[26]
13. ↑  溫度範圍達CMG極限（Cold Medium Gray，溫度範圍為攝氏-80至-76度）。雲頂溫度愈低代表熱帶氣旋對流愈強。[28]
14. ↑  「雙重眼壁」是成熟颱風才會出現的現象，顯示該熱帶氣旋的增強週期接近完結，同時進入「眼壁更替週期」（或稱「眼牆置換循環」），一個新眼壁形成作為外眼壁，並移入中心，取代舊有的內眼壁。
15. ↑  「焚風」是出現在山脈背面的乾熱風，往往以陣風形勢出現，從山上沿山坡向下吹。發生原因與地形雨有關，與山脈走向垂直之氣流，受到高山阻擋，被迫抬升而冷卻（空氣每上升100米，氣溫約下降攝氏0.65度），空氣中的水氣因而在迎風面上空凝結成雲降雨，待氣流翻山越嶺，在背風面下沉時，已變得乾燥，此時因空氣被壓縮而增溫（每下降100米，氣溫上升攝氏1度），當其降至地面時，溫度比原地面的空氣溫度高許多，形成焚風現象。在臺灣俗稱「火燒風」。[54]
16. ↑  按照香港天文台的定義，熱帶氣旋於距離香港100公里範圍或以內掠過，即屬「正面吹襲」。[95]其他地區的定義或有不同，但一般而言仍是指風暴以極近距離掠過。

## 外部連結
- （日語）日本氣象廳：1319最佳路徑數據 （页面存档备份，存于）、2013年熱帶氣旋最佳路徑（數據 （页面存档备份，存于）、路徑圖 （页面存档备份，存于））
- （英文）美國聯合颱風警報中心：17W最佳路徑數據 （页面存档备份，存于）、超級颱風天兔最佳路徑圖
- （简体中文）中國國家氣象中心：2013年熱帶氣旋最佳路徑數據 （页面存档备份，存于）
- （繁體中文）中華民國交通部中央氣象局：颱風資料庫—— （页面存档备份，存于）、天兔最佳路徑圖、民國102年（2013年）氣象年報 （页面存档备份，存于）、民國102年（2013年）觀測年報
- （繁體中文）香港天文台：報告 （页面存档备份，存于）、2013年11月熱帶氣旋概述 （页面存档备份，存于）、《2013熱帶氣旋年刊》 （页面存档备份，存于）、實時天氣稿（9月16日 （页面存档备份，存于）－17日 （页面存档备份，存于）－18日 （页面存档备份，存于）－19日 （页面存档备份，存于）－20日 （页面存档备份，存于）－21日 （页面存档备份，存于）－22日 （页面存档备份，存于）－23日 （页面存档备份，存于））
- （繁體中文）澳門地球物理暨氣象局：2013熱帶氣旋年報——颱風天兔
- （英文）菲律宾大气地球物理和天文管理局：2013年熱帶氣旋路徑年報 （页面存档备份，存于）